# Naturpark Beigua
Der Naturpark Beigua (italienisch Parco naturale regionale del Beigua) ist ein Naturschutzgebiet in der italienischen Region Ligurien. Er liegt in der Metropolitanstadt Genua und der Provinz Savona.

## Geschichte
Er wurde mittels zweier Regionalgesetze vom 9. April 1985 und dem 22. Februar 1995 mit einer Gesamtfläche von 8715 Hektar eingerichtet. Zum Naturpark gehören drei Comunità montane: die Comunità Montana del Giove, die Comunità Montana Argentea und die Comunità Montana Valli Stura e Orba. Auf seinem Territorium befinden sich zahlreiche Wanderwege. Zudem wird der Naturpark Beigua vom Höhenweg der ligurischen Berge durchquert.

## Lage
Der Naturpark setzt sich aus den Territorien der Gemeinden Arenzano, Campo Ligure, Cogoleto, Genua, Masone, Rossiglione, Sassello, Stella, Tiglieto und Varazze zusammen. Höchster Berg im Park ist der Monte Beigua mit 1287 Metern. Der Park erstreckt sich entlang der Bergkämme des Ligurischen Apennin auf etwa 26 Kilometer in nächster Nähe zum Küstenstreifen der Riviera Ligure. Das Gebiet geht von West nach Ost vom Colle del Giovo über die Berge Monte Beigua, Cima Frattin (1145 m), Monte Rama (1148 m), Monte Argentea (1082 m) und des Monte Reixa (1183 m) bis zum Pass Passo del Turchino. Das Gebiet ist durch Hochalmen, Feuchtbiotope, Buchen-, Eichen- und Kastanienwälder, steile Hänge Richtung Küste und viele Steinaufschlüsse gekennzeichnet.

## Beschreibung
Mit der Gründung des europäischen Geopark-Netzwerkes trat im März 2005 auch der Naturpark bei und wandelte sich so mehr und mehr zum Geopark.
Der Parco del Beigua ist heute der größte Park in Ligurien und liegt in einer Region voller Kontraste, zwischen dem ligurischen Küstenstreifen am Mittelmeer und dem Landesinneren, das von der abwechslungsreichen und grandiosen Bergwelt des Ligurischen Apennin beherrscht wird. In einem Gebiet von einem Radius weniger Dutzend Kilometer ergibt sich ein abwechslungsreiches Naturschauspiel: atemberaubende Berge, die nach Süden steil zum Meer hin abfallen, und eine Landschaft, in der Natur, Geschichte, Kultur und alte Traditionen durch sanften Geotourismus erhalten werden sollen.
Im Nationalpark werden alpine und subalpine Habitate geschützt, die nach Süden zu durch das Mittelmeerklima teilweise ganz eigene Ausprägungen (macchia mediterranea) haben. Im Park sind die hier vorkommenden Arten der Pflanzenwelt: der Sumpf-Stendelwurz (Epipactis palustris) und der Tierwelt: die Fledermausarten Bechsteinfledermaus (Myotis bechsteinii) und Große Hufeisennase (Rhinolophus ferrumequinum), und die Greifvogelarten: Wespenbussard (Pernis apivorus), der Schlangenadler (Circaetus gallicus) und der Mäusebussard (Buteo buteo) unter besonderen Schutz gestellt.

## Sehenswürdigkeiten
Besondere Sehenswürdigkeiten sind die neolithischen Funde um den Ort Alpicella, zu Füßen des Monte Beigua gelegen und über einen Geopfad verbunden, die versteinerten Korallenriffe nahe einem Ortsteil von Sassello im Westen des Parkes, die Kristalle um den Faiallo Pass im Osten und der Gargasso Canyon (ital. Val Gargassa) im nördlichen Zipfel im Gemeindegebiet von Rossiglione, dessen erstaunliche Landschaft über einen mehr als vierstündigen Rundweg erwandert werden kann. Ein kultureller Anziehungspunkt ist die erste Zisterzienserabtei, die außerhalb Frankreichs gegründet wurde (um 1120), die Badia di Tiglieto (auch Abbazia di Santa Maria genannt).
In den oft undurchdringlichen Wäldern nördlich der Gebirgskette wurden wieder Wölfe heimisch, in den Gewässern des Mittelmeeres vor Varazze, Cogoleto und Arenzano kann man im Frühjahr und Herbst bei guter Sicht die Silhouetten der vorbeiziehenden Wale beobachten. Zu den beobachtbaren geschützten Greifvögeln zählen Steinadler und Uhu, aber auch Singvögel wie Steinrötel und Dorngrasmücken sowie achtzig weitere Vogelarten sind im Park heimisch.